# إيجار مطلق وتفاضلي للأرض

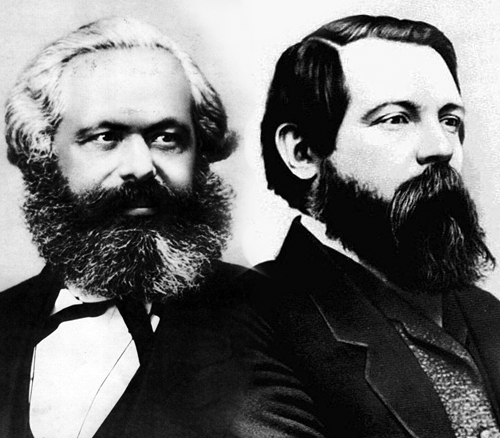

يعد الإيجار المطلق والتفاضلي للأرض مفهومين استخدمهما كارل ماركس في المجلد الثالث من كتاب رأس المال لتفسير كيفية عمل نمط الإنتاج الرأسمالي في الإنتاج الزراعي، في ظل الحالة التي تكون فيها معظم الأراضي الزراعية مملوكة لطبقة مالكي الأراضي الاجتماعية الذين يحصلون على دخل الإيجار من الذين يزرعون الأرض. يمكن القيام بأعمال المزرعة من قبل مالك الأرض نفسه، أو المستأجر أو عمال المزرعة المأجورين. ينظر ماركس إلى الإيجارات على أنها فئة اقتصادية باعتبارها شكلًا من أشكال فائض القيمة تمامًا مثل صافي دخل الفائدة، وصافي ضرائب الإنتاج، والأرباح الصناعية. 

## هدف النظرية
تعد نظرية ماركس في جزء كبير نقدًا لقانون الإيجار لدافيد ريكاردو، وتدرس بأمثلة رقمية مفصلة كيف تتأثر الربحية النسبية للاستثمارات الرأسمالية في الزراعة بالإنتاجية، والخصوبة، وموقع الأراضي الزراعية، فضلًا عن الإنفاق الرأسمالي على تحسين الأراضي. يصور ريكاردو دخل الإيجارات في الأساس باعتباره دخلًا «غير مستحق» يتجاوز تكاليف الإنتاج الحقيقية، وحلل كيف يمكن لبعض ملاك المزارع الحصول على مثل هذا الربح الإضافي بسبب ظروف الزراعة التي كانت أكثر ملاءمة من غيرها.
يرمي ماركس إلى أن يثبت أن الرأسمالية تحول الزراعة إلى عمل تجاري مثل أي عمل آخر يعمل بدوافع تجارية بحتة، وأن إيجارات الأرض التي استولى عليها ملاك الأراضي تشكل عبئًا على الطبقة البرجوازية الصناعية لأنها تعني ضمنًا تكلفة إنتاج إضافية ولأنها ترفع أسعار الناتج الزراعي. بشكل أكثر تحديدًا، اعتزم ماركس إظهار الكيفية التي بها يحكم قانون القيمة؛ الزراعة الرأسمالية، تمامًا كما حكم الصناعة الرأسمالية.
تكمن خاصية رأسمالية الزراعة في أنه يتعين على التجارة أن تتكيف مع العوامل الطبيعية مثل المناخ والارتفاع ونوعية التربة، وعدم مرونة الإمدادات الزراعية نسبيًا، وتأثير المحاصيل الرديئة على الأسعار الدولية للمنتجات الزراعية. لكن في نهاية المطاف، يعاد تنظيم إنتاج المنتجات الزراعية بالكامل وفقًا للقيمة التبادلية للناتج الزراعي، ثم تُنتج المواد الغذائية في الأساس وفقًا للقيمة التجارية المتوقعة في السوق (وهذا ليس صحيحًا تمامًا في كل الأحوال، على سبيل المثال، لأنه قد يكون من الممكن زراعة مجموعة محدودة من المحاصيل فقط، أو إدارة مجموعة محدودة من الماشية على أراضي معينة، أو لعدم وجود معرفة تامة بما ستقوم به السوق في المستقبل، إذا كان هناك تقلب كبير في الأسعار، عدم اليقين المناخي وما إلى ذلك).

## قانون القيمة
طبقًا لماركس، عُدل قانون القيمة وتكوين أسعار الإنتاج في الزراعة الرأسمالية، وذلك لأن أسعار الإنتاج الزراعي كانت تتحدد على نحو مشترك بواسطة عائدات الأراضي وعوائد ملكية الأراضي بشكل مستقل تمامًا عن إنتاجية العمل. على سبيل المثال، قد يكون للحصاد الرديء في منطقة زراعية كبرى بسبب الأحوال الجوية المعاكسة، أو احتكار المعروض من الأراضي الزراعية، تأثير كبير على أسعار السوق العالمية للمنتجات الزراعية. يوسع ماركس نظريته في الإيجارات الزراعية إلى إيجارات المباني وإيجارات المناجم، وينظر في تأثير الدخل من الإيجار على أسعار الأراضي. 

## الأهمية النظرية
تعد هذه النظرية الجزء الأقل شهرة من الكتابات الاقتصادية لماركس، ومن بين أكثرها صعوبة، لأن الأرباح الناتجة عن العمل الزراعي قد تتأثر بالعديد من المتغيرات المختلفة، حتى ولو كان ذلك على مستوى تحليلي شديد التجريد. غير أن النظرية أصبحت هامة جدًا للماركسيين الحديثين مثل إرنست ماندل وسيروس بينا اللذين فسرا الرأسمالية المتأخرة على أنها شكل من أشكال الرأسمالية الريعية الطفيلية المتزايدة التي يحصل فيها الرأسماليون على فائض الأرباح من احتكار القدرة على الوصول إلى الموارد والأصول والتقنيات في ظل ظروف تنافس غير مثالية. وسّع كُتاب الماركسية مثل سيروس بينا مفهوم الإيجارات إلى إيجارات النفط.

## الإيجار في الاقتصاد الكلي
من الأسباب المحتملة الأخرى وراء الغموض النسبي للنظرية أنه في الإحصاءات الاقتصادية الكلية الحديثة والحسابات القومية، لا توجد بيانات منفصلة وشاملة عن كميات إيجارات الأراضي وإيجارات التربة التحتية المستحقة والمكتسبة، لأنها لا تعتبر رسميًا جزءًا من القيمة المضافة، وبالتالي فإنها لا تدرج في حساب الناتج المحلي الإجمالي (باستثناء قيمة عقود الإيجار الإنتاجي). لا يمكن الاعتماد على البيانات الضريبية المتعلقة بمعاملات الأراضي بسبب عدم الاتساق في التقييم.
تتلخص الحجة المفاهيمية الأساسية في الحسابات القومية ببساطة في أن مثل هذه الإيجارات لا تعكس المكاسب التي يولدها الإنتاج ولا صلة لها بالإنتاج، وبالتالي فإن هذه الأرباح لا تشكل إضافة صافية إلى قيمة الناتج الجديد. بالتالي، فإن العديد من إيجارات الأراضي تعامَل ضمنيًا وكأنها تحويل للدخل. عادةً ما تسجَل القيمة السنوية للنفقات على تحسين الأراضي وقيمة عقود إيجار المعدات الإنتاجية فقط على أنها إيرادات «إنتاجية» وقيمة مضافة.
في نظرية ماركس، لا تعكس عائدات الأراضي ببساطة دخلًا عقاريًا مكتسبًا من ملكية أحد الأصول، بل تشكل عنصرًا حقيقيًا لفائض القيمة، وبالتالي من ناتج القيمة، ما دامت هذه الإيجارات تدفقًا للإيرادات يجب أن يسدَد من القيمة الجديدة التي أوجدها الإنتاج الحالي للمنتجات الأولية على الأرض. وفقًا لماركس فإن هذه الإيجارات تشكل جزءًا من البنية الإجمالية لتكاليف الإنتاج الرأسمالي، وتشكل عنصرًا من عناصر قيمة الناتج الزراعي.

## الإيجار المطلق للأرض
يُفسَر الإيجار المطلق للأرض أحيانًا على أنه الإيجار الذي يمكن لملاك الأراضي استخراجه لأنهم يحتكرون الحصول على الأراضي أو توريدها، وأحيانًا على أنه الإيجار الذي ينشأ بسبب الفرق بين قيم المنتجات وأسعار إنتاج الناتج في الزراعة، بسبب انخفاض التكوين العضوي لرأس المال في الزراعة عما هو عليه في الصناعة.
طبقًا لمفهوم ماركس ذاته، فإن الإيجار المطلق لا يمكن أن يكون قائمًا عندما يصبح التكوين العضوي لرأس المال في الزراعة أعلى من المتوسط الاجتماعي. تصور ماركس أن إنتاجية العمل سوف تكون أعلى في قطاع التصنيع مقارنة بالزراعة في الأمد الأبعد، الأمر الذي يعكس حقيقة مفادها أن التركيب العضوي لرأس المال (نسبة رأس المال الثابت إلى رأس المال المتغير) أعلى في قطاع التصنيع مقارنة بالزراعة. يعني هذا ضمنًا أنه في الزراعة كانت قيمة الناتج المنتَج أعلى بشكل مستمر من سعر الإنتاج في ذلك الناتج.